# NGC 3529
NGC 3529 is een balkspiraalstelsel in het sterrenbeeld Beker. Het hemelobject werd op 22 maart 1835 ontdekt door de Britse astronoom John Herschel.

## Synoniemen
- IC 2625
- ESO 570-7
- MCG -3-28-38
- IRAS11048-1917
- PGC 33671